# Meyr’s Neffe
Meyr’s Neffe byla umělecky významnou sklárnou v Adolfu u Vimperku v Čechách. Je to jedna z nejstarších uměleckých skláren v Evropě.

## Historie
Josef Meyr (* 1739 v Dobré Vodě – 1829) založil u Vimperka v roce 1816 sklárnu Adolf, pojmenovanou po Janu Adolfovi II. ze Schwarzenbergu (1799–1888) a provozoval pec na duté sklo se sedmi sklářskými pánvemi. Již dříve postavil sklárny Silberberg a Bonaventura poblíž Buchers (dnešní Pohoří na Šumavě). Po jeho smrti převzal továrnu syn Johann Meyr, jehož synovec Wilhelm Kralik jednal jako ředitel. V roce 1830 byla přidána druhá pec a byl zahájen provoz také v Lenoře (dvě pece na duté sklo) a Nových Hutích (dvě stolní pece).
Po smrti Johanna Meyra 17. ledna 1841 podnik přešel na Wilhelma Kralika a Josefa Taschka, dalšího synovce zemřelého. Od té doby společnost fungovala pod jménem Meyr's Neffe a v roce 1854 byla přidána sklárna Ernstbrunn ve Františkově (dvě pece na duté sklo). 10. března 1862 zemřel také Josef Taschek a Kralik převzal veškeré podnikání, nyní poprvé pod jménem Meyr’s Neffe (Meyrův synovec), který se používá dodnes.
Kralik, nyní rytíř z Meyrswaldenu, zemřel 9. května 1877 poté, co předtím obdržel Řád železné koruny III. třídy z ruky císaře Františka Josefa. Jeho dědici Johann, Karl, Heinrich (později známý jako Wilhelm Kralik Sohn) a Hugo Kralik převzali všechny továrny, avšak v roce 1881 byly rozděleny a továrny v Adolfu, Nových Hutích a Františkově přešly na Karla a Huga Kraliky pod názvem Meyr's Neffe.
V 70. letech 19. století již podnik zaměstnával 730 pracovníků a výrobky (mnoho z nich také pro jiné obchodníky jako J. & L. Lobmeyr) pravidelně získávaly ocenění na světových výstavách té doby. Poté však začal pozvolný pokles, přestože Karl Kralik Ritter von Meyrswalden vynikal progresivním podnikáním. V roce 1880 založil pro své pracovníky soukromou školu a byl spoluzakladatelem německé průmyslové a obchodní školy odborné přípravy, která byla ve Vimperku otevřena v roce 1895.
Svým synům Albertovi a Rudolfovi předal 300 pracovníků (bez rytců a malířů), ale sklárna v Adolfu začala upadat kvůli neshodám, první světové válce a následné hospodářské krizi. V roce 1922 se společnost sloučila s Ludwigem Moserem a v roce 1934 zbytky připadly České Unionbance.
Moderní pokusy o oživení dosud selhaly, nicméně dochovaný sklad vzorků skla byl uložen a uchován pro budoucí účely muzea. Řadu reprezentativních výrobků firmy Meyr’s Neffe lze nalézt pasovském Muzeu skla. Předměty společnosti jsou také často zastoupeny ve sklářských aukcích, což hovoří o vysoké popularitě mezi sběrateli.

## Galerie

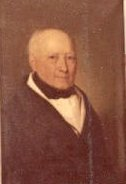
Johann Meyr (1775-1841), malba kolem roku 1835
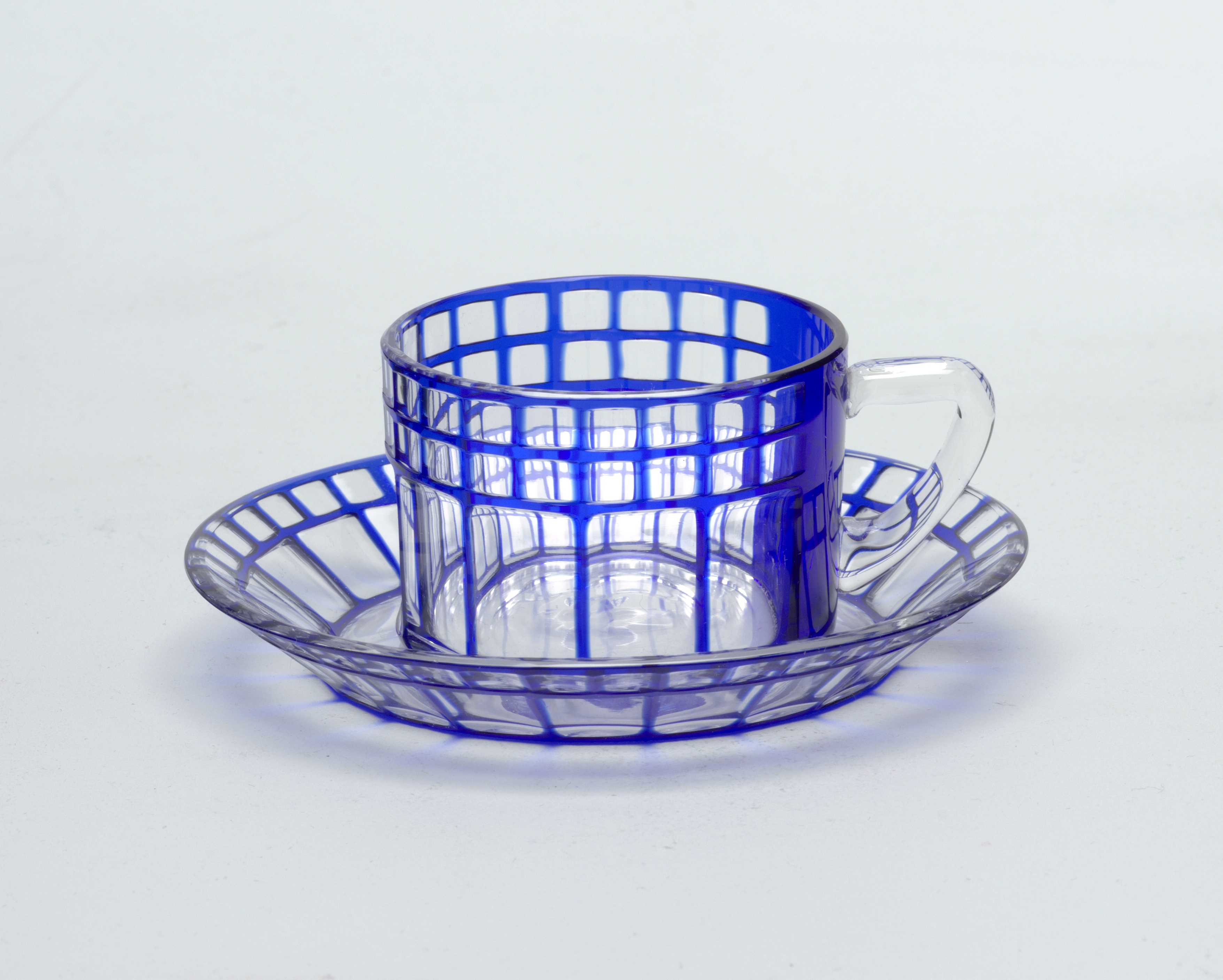
Šálek s podšálkem se sbírky Cooper Hewitt, Smithsonian Design Museum
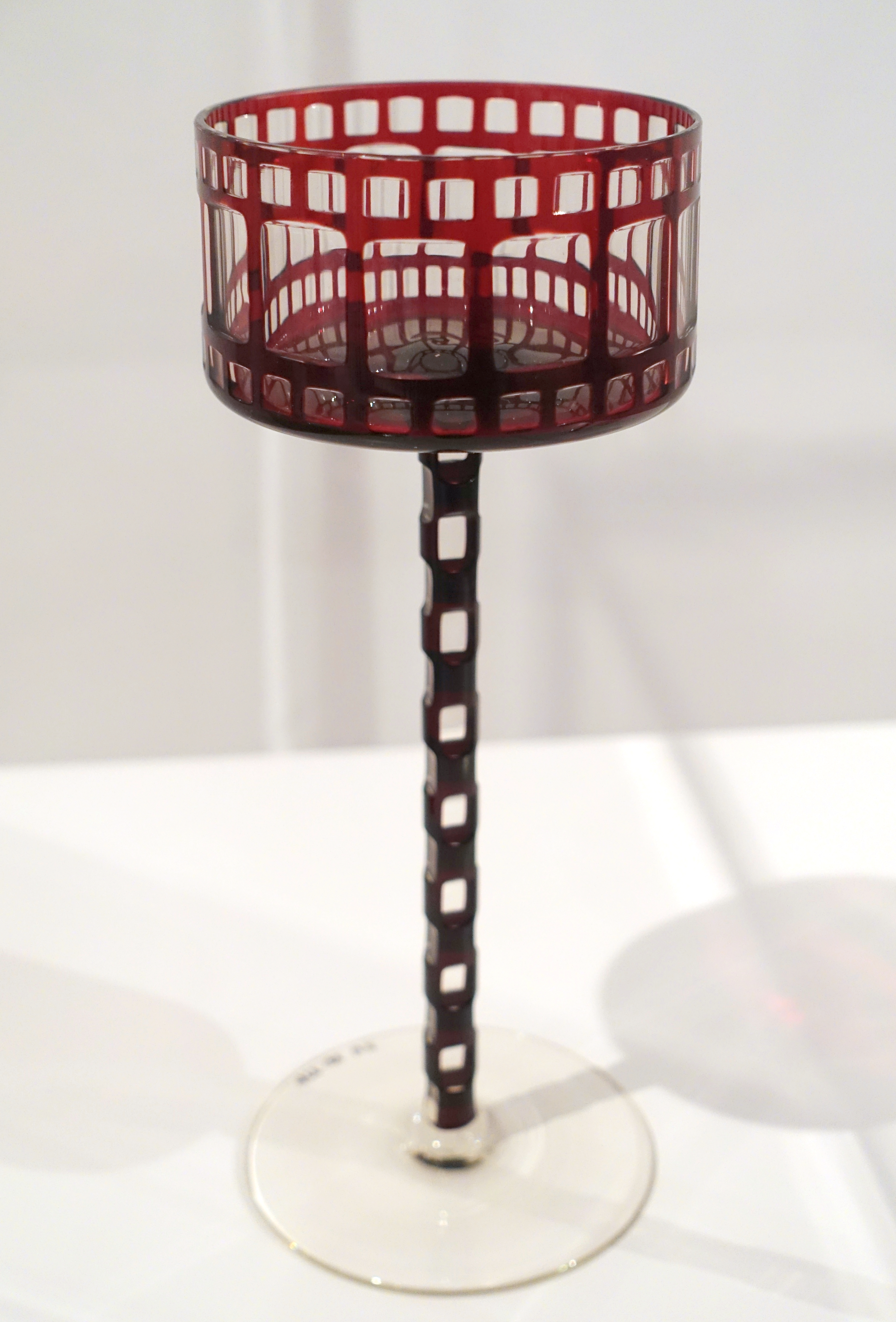
Sklenička asi z roku 1909 ze sbírek Bröhan Museum v Berlíně
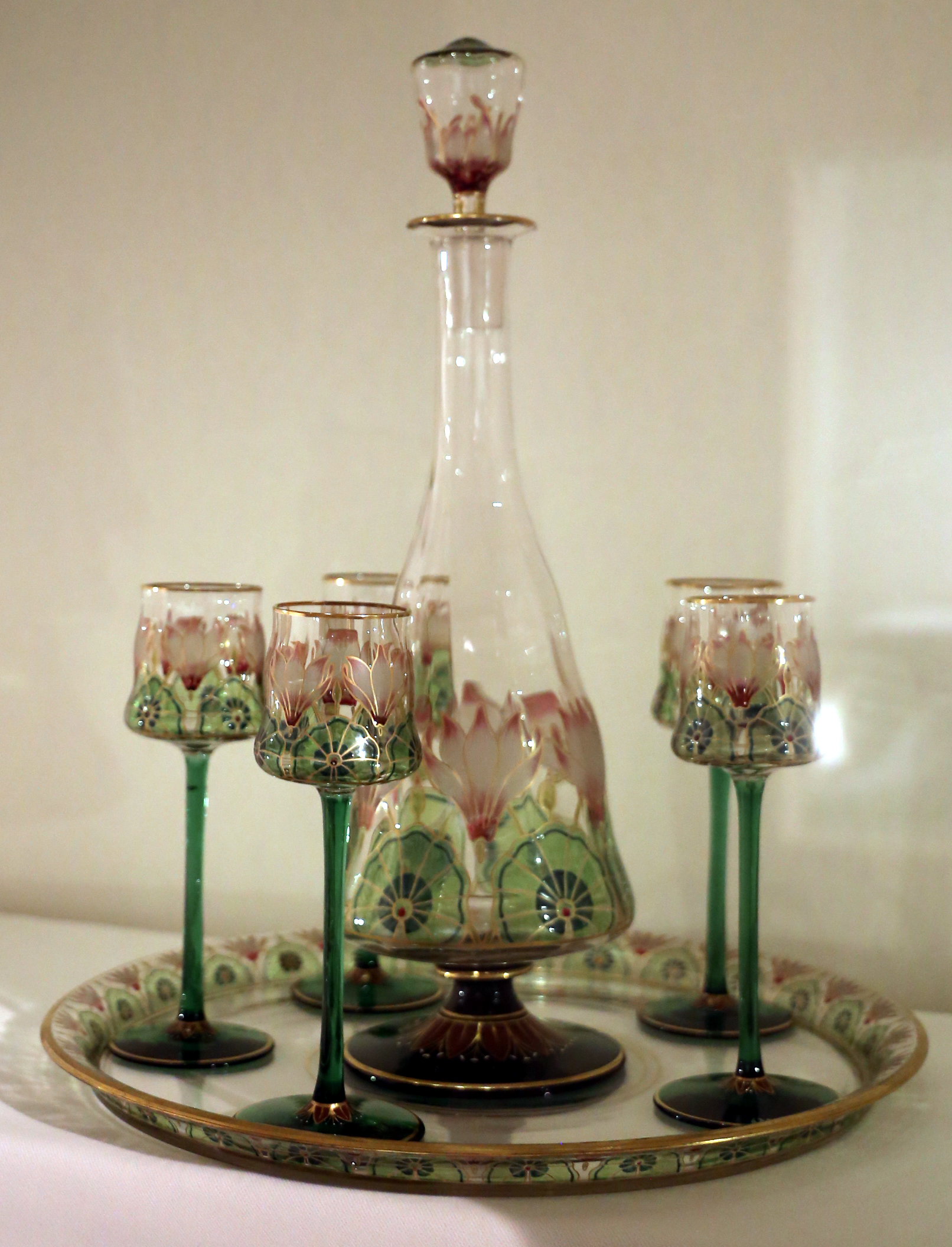
Servis ze sklárny Wilhelma Kralika z období po roce 1900
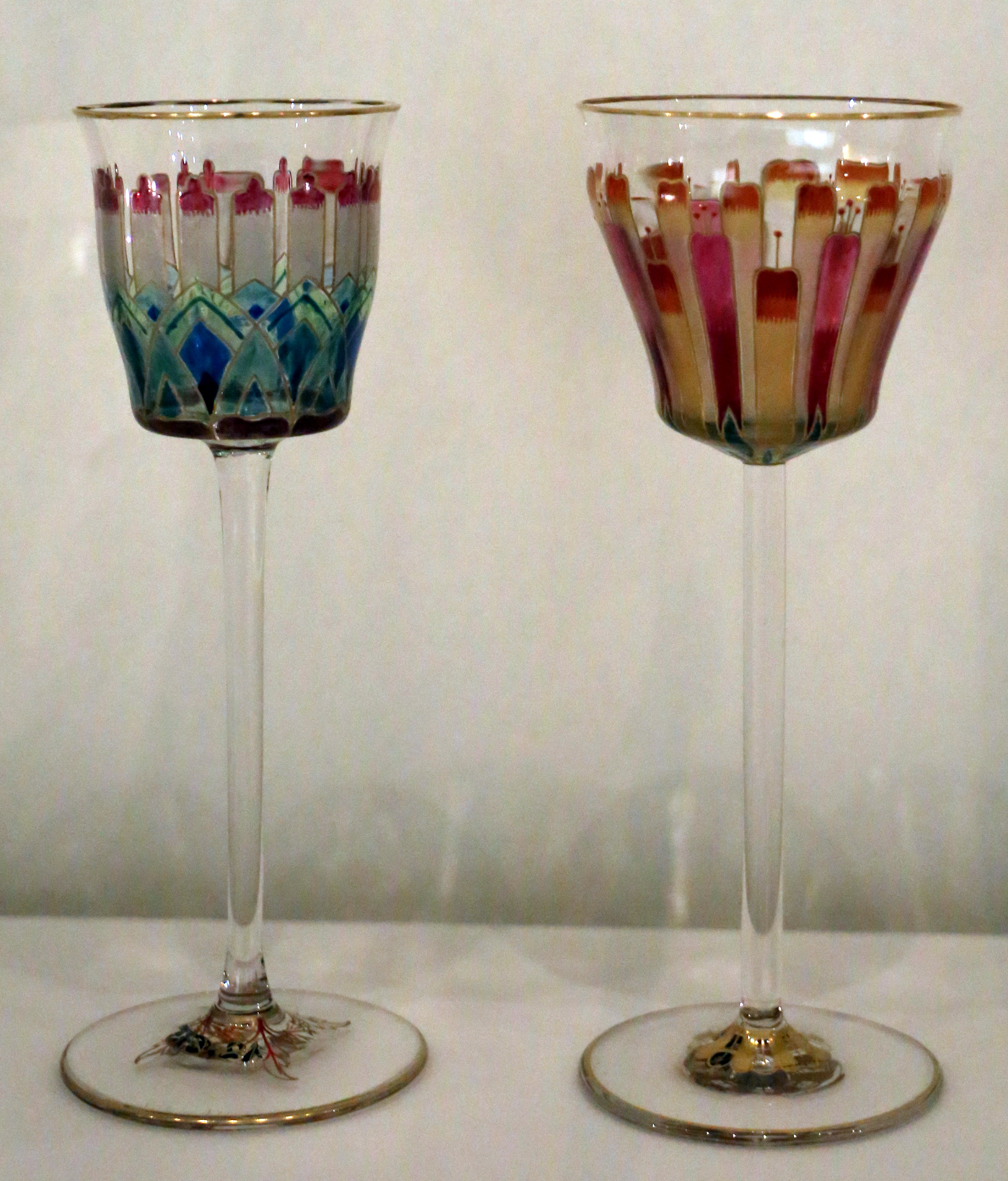
Sklenice na víno z Adolfova z období po roce 1900